# Glaucopsyche alaica
Glaucopsyche alaica är en fjärilsart som beskrevs av Grum-grshimailo 1888. Glaucopsyche alaica ingår i släktet Glaucopsyche och familjen juvelvingar. Inga underarter finns listade i Catalogue of Life.